# Ист Бруклин (Конектикат)
Ист Бруклин (енгл. East Brooklyn) насељено је место без административног статуса у америчкој савезној држави Конектикат.

## Демографија
По попису из 2010. године број становника је 1.638, што је 165 (11,2%) становника више него 2000. године.
| Група             | 2000.         | 2010.         |
| Белци             | 1.369 (92,9%) | 1.458 (89,0%) |
| Афроамериканци    | 30 (2,0%)     | 40 (2,4%)     |
| Азијати           | 11 (0,7%)     | 32 (2,0%)     |
| Хиспаноамериканци | 27 (1,8%)     | 79 (4,8%)     |
| Укупно            | 1.473         | 1.638         |